# Franz Reisner
Franz Reisner (* 3. Dezember 1890 in Mattersdorf; † 18. November 1962 in Mattersburg) war ein österreichischer Kaufmann und  Politiker. Reisner war verheiratet und Abgeordneter zum Burgenländischen Landtag.
Reisner wurde als Sohn des Landwirts Josef Reisner aus Mattersdorf geboren und besuchte nach der Volksschule in Mattersdorf die Berufsschule in Pottendorf. Zudem absolvierte Reisner kaufmännische Kurse in Wiener Neustadt und war in der Folge als Kaufmann tätig. Reisner wurde 1931 zum Kommerzialrat ernannt und war ab 1932 Kammerrat sowie zwischen 1934 und 1937 Vizepräsident der Burgenländischen Handelskammer. Reisner vertrat den Stand „Handel und Verkehr“ vom 11. November 1934 bis zur Auflösung des Landtages am 12. März 1938 im Landtag.